# Cuttoli-Corticchiato
Cuttoli-Corticchiato är en kommun i departementet Corse-du-Sud på ön Korsika i Frankrike. Kommunen ligger  i kantonen Celavo-Mezzana som tillhör arrondissementet Ajaccio. År 2022 hade Cuttoli-Corticchiato 2 044 invånare.

## Befolkningsutveckling
Antalet invånare i kommunen Cuttoli-Corticchiato
Referens:INSEE